# Otto von Hentig

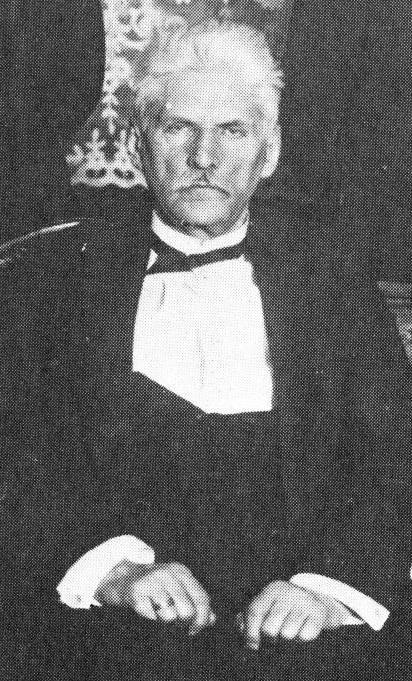
Otto von Hentig 1918

Philipp Hermann Otto von Hentig (* 15. August 1852 in Luckenwalde; † 24. Januar 1934 in Berlin-Charlottenburg) war ein deutscher Jurist und Politiker.

## Herkunft
Seine Eltern waren der protestantische Postmeister Eduard Gottfried Hentig (1803–1872) und dessen Ehefrau Eleonore Voigt (1820–1887).

## Leben
Nach dem Abitur am Joachimsthalschen Gymnasium in Berlin nahm Otto Hentig 1870 als Einjährig-Freiwilliger am Krieg gegen Frankreich  bei der Ersten Mobilen Ersatzkompanie des Kaiser Franz Gardegrenadier-Regiments Nr. 2 teil. Er studierte Jura in Berlin, Heidelberg und Jena. 1879 legte er das große Juristische Staatsexamen als Kammergerichtsreferendar ab. Im selben Jahr trat Hentig als Assessor in die Kanzlei von Bismarcks Anwalt Carl-Friedrich Drews ein und übernahm sie nach dessen Tode. Die Vermögensverwaltung von Fürstenhäusern und die juristische Vertretung von Erfindern (Edison, Siemens, Linde, Brüder Mannesmann) machte ihn zu einem führenden Anwalt der 1880er und 1890er Jahre. 1893 bis 1898 verwaltete Hentig das fürstlich Fürstenbergische Vermögen der Donaueschinger Linie.

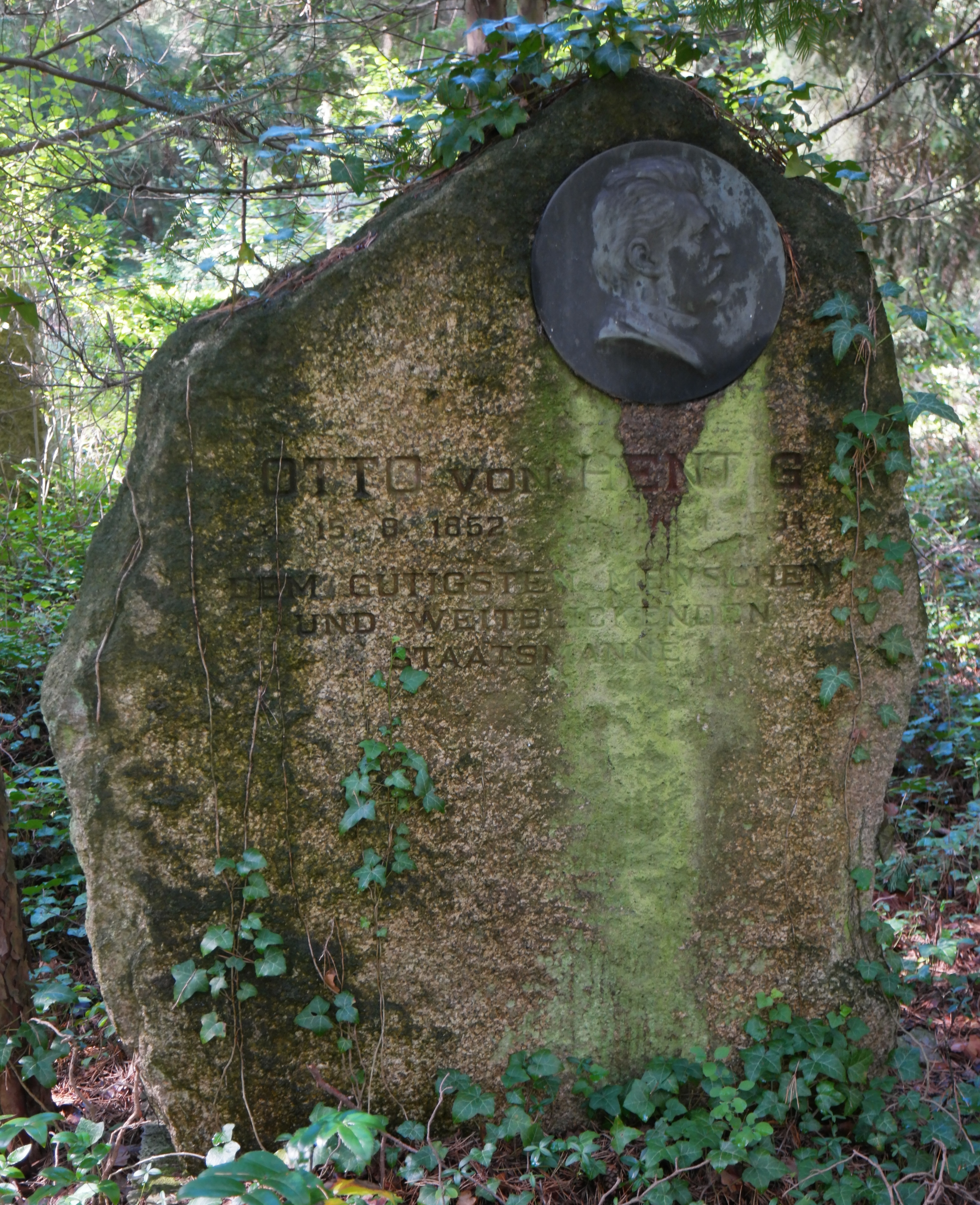
Grab auf dem Wilmersdorfer Waldfriedhof Stahnsdorf

Aufgrund seiner Beziehungen zu Ernst II. zu Hohenlohe-Langenburg wurde er 1900 zum Staatsminister im Herzogtum Sachsen-Coburg und Gotha ernannt. Sein Amtssitz war das Winterpalais in Gotha. Er leitete die für den Gothaer Teil des Herzogtums zuständige Ministerialabteilung und war verantwortlich für die Wirtschafts-, Justiz- und Gewerbepolitik sowie die Durchführung der Reichsgesetze. Belegt ist auch die Einweihung der Synagoge in Gotha 1904 in seinem Amt als Staatsminister. 1905 trat er von diesem Amt zurück.
Hentig betätigte sich seitdem wirtschaftlich und sozialpolitisch in Industrie- und Bankkonzernen, so unter anderem bei Siemens, der Schantung-Eisenbahn und der Schantung-Bergbaugesellschaft, an deren Gründung er maßgeblich beteiligt gewesen war, sowie der Zentralstelle für Jugendfürsorge und dem Verein für das Deutschtum im Ausland.
1901 wurde Hentig durch Verleihung des Großkreuzes des Sachsen-Ernestinischen Hausordens in den erblichen Adelsstand erhoben.
Hentig war 1891 Mitbegründer und danach Vorstandsmitglied der „Bauvereinigung Eigenhaus“ und damit einer der Gründerväter der Kolonie Karlshorst. Die Hentigstraße in Berlin-Karlshorst ist deshalb nach ihm benannt.
Sein Grab befindet sich auf dem Wilmersdorfer Waldfriedhof Stahnsdorf.

## Familie
Er heiratete 1885 in Berlin Maria Dankberg (1866–1943), eine Tochter des Töpfermeisters und Fabrikbesitzers Gustav Dankberg (1831–1866). Das Paar hatte drei Söhne und drei Töchter:
- Werner Otto (1886–1984), Diplomat
- Hans (1887–1974), Kriminologe
- Ilse Elisabeth (1888–1981)[4][5], Ehefrau von Ernst Eisenlohr
- Wolfgang (1890–1967), Wirtschaftsfunktionär
- Emma Eleonore[4]
- Eva Maria[4]